# Atletismo nos Jogos Pan-Americanos de 2023 - Revezamento marcha atlética mista
A competição de revezamento marcha atlética mista do atletismo nos Jogos Pan-Americanos de 2023 foi disputada em 4 de novembro nas ruas de Santiago, no Chile. No total, competiram 16 atletas de 8 Comitês Olímpicos Nacionais (CON).

## Calendário
Horário local (UTC-4).
| Data          | Horário | Fase  |
| ------------- | ------- | ----- |
| 4 de novembro | 07:30   | Final |

## Medalhistas
| Ouro   | ECU Glenda Morejón, Bryan Pintado    |
| Prata  | PER Gabriela García, César Rodríguez |
| Bronze | BRA Caio Bonfim, Viviane Lyra        |

## Recordes
Antes desta competição, os recordes mundiais e dos Jogos Pan-Americanos da prova eram os seguintes:
| Tipo                             | Atleta           | Tempo | Local | Data |
| -------------------------------- | ---------------- | ----- | ----- | ---- |
|                                  | Evento inaugural | –     | –     | –    |
| Recorde dos Jogos Pan-Americanos | Evento inaugural | –     | –     | –    |

## Resultados
Estes foram os resultados:
| Pos. | Atletas                             | Nacionalidade                       | Tempo   | Notas |
| ---- | ----------------------------------- | ----------------------------------- | ------- | ----- |
| 01 ! | Glenda Morejón, Bryan Pintado       | ECU Equador                         | 2:56:49 |       |
| 02 ! | Gabriela García, César Rodríguez    | PER Peru                            | 3:01:14 |       |
| 03 ! | Caio Bonfim, Viviane Lyra           | BRA Brasil                          | 3:02:14 |       |
| 4    | Alejandra Ortega, José Doctor       | MEX México                          | 3:15:12 |       |
| 5    | Sandra Arenas, José Montaña         | COL Colômbia                        | 3:16:21 |       |
| 6    | Nicholas Christie, Miranda Melville | USA Estados Unidos                  | 3:16:52 |       |
| 7    | Mirna Ortíz, José Barrondo          | EAI Equipe de Atletas Independentes | 3:23:30 |       |
| 8    | Juan Calderón, Noelia Vargas        | CRC Costa Rica                      | 3:34:58 |       |

Legenda
| Recorde mundial                  | Recorde mundial (World record)               |                       | Recorde africano                      | Recorde africano (African) |                                           | Q | Classificado por posição (Qualified) |
| Recorde dos Jogos Pan-Americanos | Recorde pan-americano (Pan-American record)  | Recorde da América    | Recorde da América (Americas)         | q                          | Classificado por melhor tempo (Qualified) |   |                                      |
| Melhor marca do ano              | Melhor marca do ano (World leading)          | Recorde asiático      | Recorde asiático (Asian)              | DNS                        | Não largou (Did not start)                |   |                                      |
| Recorde nacional                 | Recorde nacional (National record)           | Recorde europeu       | Recorde europeu (European)            | DNF                        | Não terminou (Did not finish)             |   |                                      |
| Recorde pessoal                  | Recorde pessoal do atleta (Personal best)    | Recorde da Oceania    | Recorde da Oceania (Oceania)          | DSQ / DQ                   | Desclassificado (Disqualified)            |   |                                      |
| Recorde da temporada             | Recorde da temporada do atleta (Season best) | Recorde sul-americano | Recorde sul-americano (South America) | NM                         | Sem marca (No mark)                       |   |                                      |